# أحمد نسيم
أحمد نسيم، هو أحمد نسيم بك بن عثمان المصري القاهري، شاعر عربي مصري ولد في مدينة القاهرة عام 1878م وتوفي فيها عام 1938م. كان عضواً متحمساً في الحزب الوطني حتى أُطلق عليه: شاعر الحزب الوطني. وهناك من يفسر نقده للثورة العرابية على أنه انسلاخ عن الوطنية. لا يقل شعره رواء وحسن ديباجة عن شعر شوقي وحافظ وأحمد محرم.

## نبذة عن حياته
ولد سنة 1878م مرض صغيراً فترك المدرسة، ثم درس في الأزهر وانقطع للأدب. شارك في الحركة الوطنية وكان رئيسه آنذاك محمد فريد وكان معتزا بلقبه (شاعر الحزب الوطني) حيث أورد ذلك في جزئي ديوانه اللذان صدرا عام 1908م و1910م وأهداه إلى زعيم الحزب؛ قال في الإهداء:
| أحمد نسيم | «أما بعد فإني أتشرف بإهداء الجزء الثاني من ديواني إلى سعادتكم لاحتوائه على القصائد الوطنية التي نظمتها ما بين 1909 و 1910 ميلادية، وقد اعتمدت في نقلها على الصحف التي تفضلت بنشرها مبقياً ديباجتها كما هي حتى لا يغرب عن ذهن القارئ على مدى الأيام وصف الحادث الذي نظمت القصيدة بسببه» «وإني إذا أهديت ديواني إلى سعادتكم فكأني أهديته إلى الأمة المصرية التي يمثلها حزبكم الموقر» —أحمد نسيم شاعر الحزب الوطني | أحمد نسيم |

بدأ تلميذاً للبارودي، ولكنه لم يخل من تأثر بالمدارس الحديثة في أخريات أيامه.

## شعره
في شعره جودة ورقة، تميز شعره بجزالة الأسلوب، وتدفق المعاني، وبالأحاسيس الوطنية. يهتم في نظمه بالموسيقا، فتجد لشعره رنيناً صوتياً خاصاً. وفي اللفظ والمعنى والبناء يعد شاعراً تقليدياً، وهو في هذا يأخذ مكانه في الصف الأول في الشعر المصري الحديث مع شوقي وحافظ وأحمد محرم.
وقد امتدح شعراء كثر شعر نسيم ومن ذلك قول إسماعيل صبري شيخ الشعراء في تقريظ الجزء الأول من ديوانه سنة 1908م

## أعماله الشعرية
صدر له «ديوان نسيم» في جزأين - مطبعة الإصلاح. القاهرة 1908، 1910.

## أعماله الأدبية
- «وطنيات أحمد نسيم» - مقالات في جزأين، نشرت في الصحف قبل تجميعها وإعادة نشرها. القاهرة 1910.
- الألزم من لزوم مالا يلزم: (مختارات من شعر المعري) (بالاشتراك): مطبعة الجمهور - القاهرة 1323هـ/1905م.
- والمختار من ديوان إيدمر: (نظم علم الدين إيدمر) تصحيح أحمد نسيم - مطبعة دار الكتب، القاهرة 191.